# Swartz Creek
Swartz Creek est une ville située dans le comté de Genesee, dans l’État du Michigan, aux États-Unis. Selon le recensement de 2010, sa population est de 5 758 habitants.

## Source
- (en) Cet article est partiellement ou en totalité issu de l’article de Wikipédia en anglais intitulé « Swartz Creek, Michigan » (voir la liste des auteurs).